# 马金旗
马金旗（1962年5月—），男，汉族，河北辛集人，中华人民共和国政治人物。现任中国人民警察大学党委副书记、校长。第十四届全国政协委员。